# Forcalquier (tổng)
Tổng Forcalquier là một tổng ở tỉnh Alpes-de-Haute-Provence trong vùng Provence-Alpes-Côte d'Azur. C'est le canton le plus peuplé du département.
Tổng này được tổ chức xung quanh Forcalquier ở quận Forcalquier. Độ cao từ 313 m (Villeneuve) đến 919 m (Limans) với độ cao trung bình là 477 m.

## Hành chính
| Giai đoạn | Ủy viên          | Đảng | Tư cách                        |
| --------- | ---------------- | ---- | ------------------------------ |
| 19**-1924 | Frédéric Aillaud | SFIO | Thị trưởng Villeneuve          |
| 1985-1998 | Pierre Delmar    | RPR  | Thị trưởng Forcalquier, Député |
| 1998-2010 | Jacques Echalon  | PS   | Thị trưởng Villeneuve          |

## Các đơn vị hành chính
Tổng Forcalquier gồm 10 xã với dân số 12 007 người (điều tra năm 1999, dân số không tính trùng)
| Xã                          | Dân số | Mã bưu chính | Mã insee |
| --------------------------- | ------ | ------------ | -------- |
| Dauphin                     | 796    | 04300        | 04068    |
| Forcalquier                 | 4 302  | 04300        | 04088    |
| Limans                      | 289    | 04300        | 04104    |
| Mane                        | 1 169  | 04300        | 04111    |
| Niozelles                   | 199    | 04300        | 04138    |
| Pierrerue                   | 404    | 04300        | 04151    |
| Saint-Maime                 | 661    | 04300        | 04188    |
| Saint-Michel-l'Observatoire | 904    | 04870        | 04192    |
| Sigonce                     | 319    | 04300        | 04206    |
| Villeneuve                  | 2 964  | 04180        | 04242    |

## Thông tin nhân khẩu
| 1962                                                     | 1968  | 1975  | 1982  | 1990   | 1999   |
| -------------------------------------------------------- | ----- | ----- | ----- | ------ | ------ |
| 5 474                                                    | 6 590 | 7 179 | 8 806 | 10 744 | 12 007 |
| Nombre retenu à partir de 1962 : dân số không tính trùng |       |       |       |        |        |